# Turbiv
Turbiv (în ucraineană Турбів) este un oraș în regiunea Vinnița din Ucraina. Are 7,013 locuitori, preponderent ucraineni.
Orașul este situat la o altitudine de 240 metri, la o distanță de 25 km de orașul Vinița.
În acest oraș se află un monument natural, parcul din Turbiv.

## Demografie
Componența lingvistică a așezării de tip urban Turbiv
     Ucraineană (98,32%)
     Rusă (1,61%)
     Alte limbi (0,04%)
Conform recensământului din 2001, majoritatea populației așezării de tip urban Turbiv era vorbitoare de ucraineană (98,32%), existând în minoritate și vorbitori de rusă (1,61%).